# Rolamento holandês

Movimento da oscilação.

Dutch roll ou rolamento holandês consiste num movimento que afecta a aeronave e consiste numa oscilação da cauda ao mesmo tempo que a fuselagem oscila de um lado para o outro, provocada em parte devido ao facto de as asas providenciarem uma estabilidade mais forte que o estabilizador vertical da cauda. Ao girar, ou mesmo a tentar estabilizar, por exemplo, antes de uma aterragem, o piloto pode ter que fazer com que uma asa faça "força" para cima e a outra para baixo, o que vai provocar uma derrapagem dentro do vento relativo na direcção em que está a girar. Ao mesmo tempo, o estabilizador vertical tenta corrigir a derrapagem, tentando alinhar o avião com o vento. Como a "força" das asas é mais forte que a da cauda, gera-se um ligeiro atraso no alinhamento total da aeronave, e com ela em movimento, o atraso repete-se e repete-se sucessivamente, criando um efeito de oscilação.

Ilustração da composição dos dois movimentos que constituem o rolamento holandês (exagerados). Em cima (vista de frente) o movimento de rolamento; em baixo (vista de planta) o movimento de guinada.

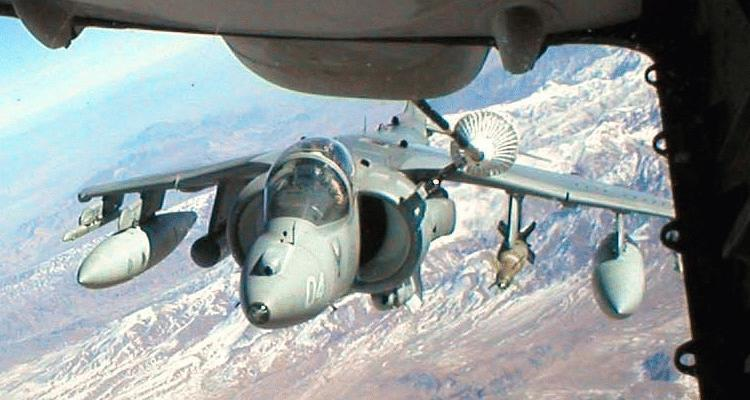
O Harrier é um exemplo de uma aeronave com as asas elevadas e em diedro invertido.

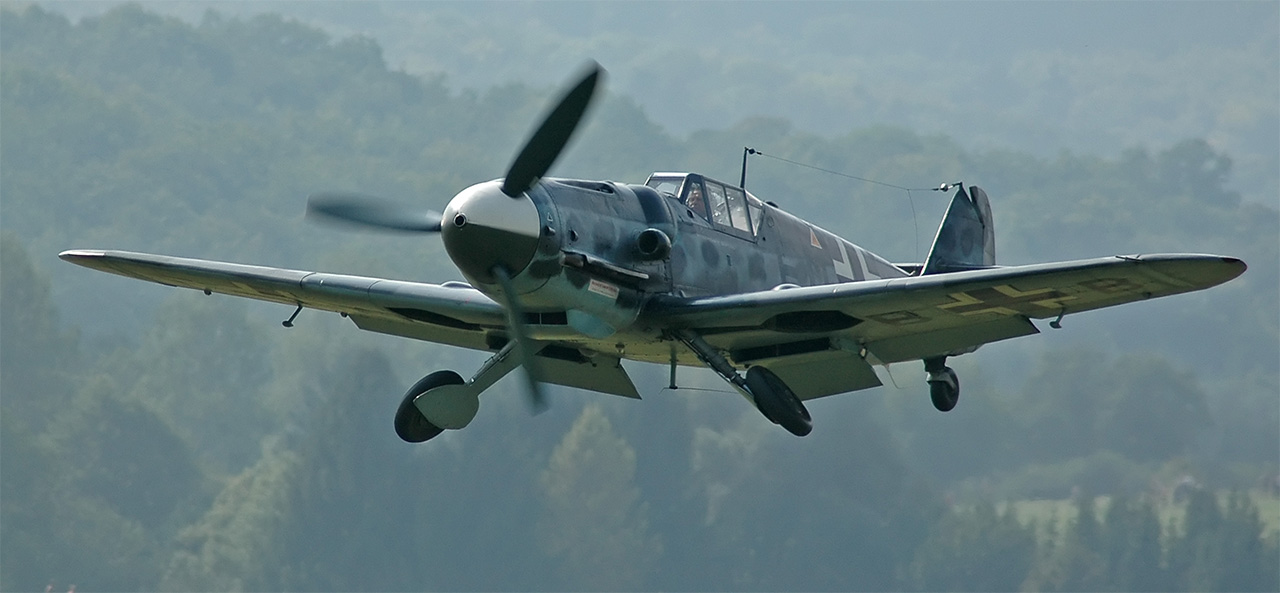
O Messerschmitt Bf 109 é um exemplo de uma aeronave com asas em diedro.

O rolamento holandês é uma instabilidade que se manifesta na aeronave, que consiste numa combinação desfasada de movimentos de guinada (alteração da direcção) e movimentos de rolamento (alteração da inclinação). Este é um dos modos laterais de estabilidade (sendo os restantes o modo espiral e o modo de rolamento convergente; existem ainda o modo fugóide e de período curto - modos de estabilidade longitudinal). Este modo é normalmente amortecido na maioria das aeronaves ligeiras embora existam algumas que mesmo possuindo esta propriedade de bom atenuamento nos modos de rolamento holandês sentem um atenuamento progressivamente pior (aumento de vibrações) com a diminuição da velocidade e o aumento de altitude. A estabilidade deste modo pode ser aumentada artificialmente com a ajuda de yaw dampers. Asas colocadas bem acima do centro de massa, asas em flecha e asas em diedro tendem a aumentar a força de restituição de rolamento aumentando a tendência de propagação do modo. Para contrariar este modo as aeronaves de asas elevadas (asas acima do centro de massa) possuem uma geometria de diedro invertido (anhedral) e aeronaves de transporte com asas em flecha são equipadas com yaw dampers.

## Aparecimento
No projecto de aeronaves o modo de rolamento holandês resulta de uma estabilidade direccional positiva relativamente fraca quando comparada com a estabilidade lateral positiva. Quando uma aeronave roda em torno do eixo longitudinal (rolamento) dá-se uma derrapagem (sideslip em inglês) na direcção do movimento de rotação. Uma forte estabilidade lateral começa a restituir a aeronave à posição inicial (voo nivelado). Ao mesmo tempo uma estabilidade direccional mais fraca tenta corrigir a derrapagem alinhando a aeronave com a velocidade que esta tem relativamente ao vento. Como a estabilidade direccional é mais fraca que a primeira (nas aeronaves em que este modo se sente com mais intensidade, não sendo amortecido propriamente), o movimento de restituição de guinada é mais lento que o movimento de restituição do rolamento. Assim, a aeronave passa pelo ponto em que está nivelada enquanto o movimento de restituição de guinada ainda se processa, obrigando a aeronave a continuar a virar. Aqui, a aeronave entra em derrapagem novamente, mas agora na direcção oposta e o processo é invertido.
O modo de rolamento holandês pode ser excitado actuando os ailerons ou o leme de direcção. Para o objectivo de ensaios em voo são normalmente usados movimentos curtos e rápidos do leme de direcção até um ângulo especifico e de volta à posição central, ou entre dois ângulos opostos. Algumas aeronaves maiores são excitadas através dos ailerons.

## Origem do nome
A origem do nome é oficialmente desconhecida. No entanto existem 2 teorias não-fundamentadas para a sua origem: 1) está associada ao movimento que patinadores holandeses faziam ao patinar no gelo; e 2) vem do design original de navios holandeses que possuiam o casco muito arredondado em baixo obtendo assim um menor calado (menor distância entre a linha de água e a quilha). Sem uma boa superfície de quilha estes barcos tendiam a rodar na água mais do que os convencionais.